# RCW 34
RCW 34（Gum 19）是一個位於船帆座HII區和發射星雲。RCW 34距離地球約8,200光年，以澳洲天文學家柯林·史丹利·古姆的名字命名。
RCW 34星雲相對較暗。然而，天文學家使用紅外線波長觀察CW 34時，可以看到兩個不同的區域—星雲的一半是明亮的，另一半是黑暗的。明亮的一面是被附近的藍超巨星照亮的氫，而黑暗則是另一側新恆星圍繞中心恆星的地方。
刺激RCW 34發光的能量來源是一顆巨大且極熱的恆星船帆座V391，表面溫度高達30,000°C。由於船帆座V391是一顆變星，會引發劇烈的現象，包括物質殼的丟棄，影響RCW 34星雲的成分和光發射。船帆座V391類型的恆星燃燒時間不夠長，不足以爆炸成為超新星。可以預見，中心恆星的爆炸將徹底改變RCW 34星雲。